# Sint-Laureins
Sint-Laureins (franceză Saint-Laurent) este o comună neerlandofonă situată în provincia Flandra de Est, regiunea Flandra din Belgia. La 1 ianuarie 2011 avea o populație totală de 6.535 locuitori. 

## Geografie
Comuna actuală Sint-Laureins a fost formată în urma unei reorganizări teritoriale în anul 1977, prin înglobarea într-o singură entitate a 5 comune învecinate. Suprafața totală a comunei este de 75,5 km². Comuna este subdivizată în secțiuni, ce corespund aproximativ cu fostele comune de dinainte de 1977. Acestea sunt:
| - I. Sint-Laureins - II. Sint-Margriete - III. Sint-Jan-in-Eremo - IV. Waterland-Oudeman - V. Watervliet |

Localitățile limitrofe sunt:
| În Belgia: | În Olanda:     |
| - a. Boekhoute (Assenede) - b. Bassevelde (Assenede) - c. Kaprijke - d. Eeklo - e. Adegem (Maldegem) - f. Maldegem | - Comuna Sluis |